# ماکسیم مویسی
ماکسیم مویسی (انگلیسی: Maxime Moisy؛ زادهٔ ۱۳ اکتبر ۱۹۹۲) بازیکن فوتبال اهل فرانسه است.